# Torrent de Biniatró
El torrent de Biniatró o torrent de la Mina (col·loquialment de sa Mina) és un torrent de la Serra de Tramuntana que neix a la falda del Puig Tomir, al terme d'Escorca, i desemboca al torrent de Maçana, al terme de Campanet. La seva conca té una superfície d'uns 8,5 km², i forma part de la conca hidrogràfica del torrent de Sant Miquel.

## Recorregut
Neix als comellars meridionals del Puig Tomir i el Puig de Ca de Míner. Entra al terme de Campanet i rep el nom de torrent de na Foradada a l'altura d'una roca d'aquestes característiques, i més endavant passa per l'Hort de Biniatró i la casa de Teló de Biniatró. Una vegada arribat al Pla de Tel abandona l'alta muntanya, i tot seguit desemboca al torrent de Maçana, al peu del Puig de Sant Miquel.

## Nom
Les fonts ofereixen diversos noms per aquest torrent. Així, el Nomenclàtor Toponímic de les Illes Balears i la Gran Enciclopèdia de Mallorca l'anomenen «torrent de Biniatró», perquè passa pels terrenys d'aquesta possessió; en canvi, els mapes de l'editorial Alpina l'anomenen «torrent de la Mina» (de sa Mina), perquè rep les aigües de la font d'aquest mateix nom; finalment, la mateixa Enciclopèdia i el Mapa General de Mallorca l'anomenen simplement «la Riera» (sa Riera).